# 워킹걸 (2015년 영화)
"워킹걸"은 2015년에 개봉한 대한민국의 영화이다.

## 캐스팅

### 주요 인물
- 조여정 : 백보희 역
- 클라라 : 오난희 역
- 김태우 : 구강성 역

### 주변 인물
- 김보연 : 윤관순 역
- 라미란 : 음순옥 역
- 배성우 : 석수범 역
- 김기천 : 천 사장 역
- 김하유 : 구하유 역
- 김영옥 : 연 회장 역
- 오나라 : 수범 처 역
- 조석현 : 소매치기 역
- 주유랑 : 인간문화재 역
- 정범식 : 인간문화재 남편 역
- 배유람 : 토이앤죠이직원 역
- 이규호 : 토이앤죠이직원 역
- 김여린 : 성인용품점직원 역
- 김정수 : 임원 역
- 홍지영 : 실험녀 역

### 특별출연
- 고경표 : 표경수 역
- 조재윤 : 조지호 역
- 최성준 : 난희 첫사랑 역
- 이재구 : 난희 아버지 역
- 줄리엔 강 : 근육남 역